# Place du 18-Juin-1940
Pour les articles homonymes, voir Dix-Huit-Juin et 18 juin.
La place du 18-Juin-1940 est une voie située à la fois dans le quartier Notre-Dame-des-Champs du 6e arrondissement et dans le quartier Necker du 15e arrondissement de Paris.

## Situation et accès
La place du 18-Juin-1940, de configuration triangulaire, est délimitée au nord par le débouché de la rue de Rennes et au sud par la chaussée du boulevard du Montparnasse (côté impair). Elle est desservie par les lignes du métro de Paris 4, 6, 12 et 13 à la station Montparnasse - Bienvenüe.

## Origine du nom
Cette place a été nommée en commémoration de l'appel lancé par le général de Gaulle. Elle s’appelait auparavant « Place de Rennes ».

## Historique

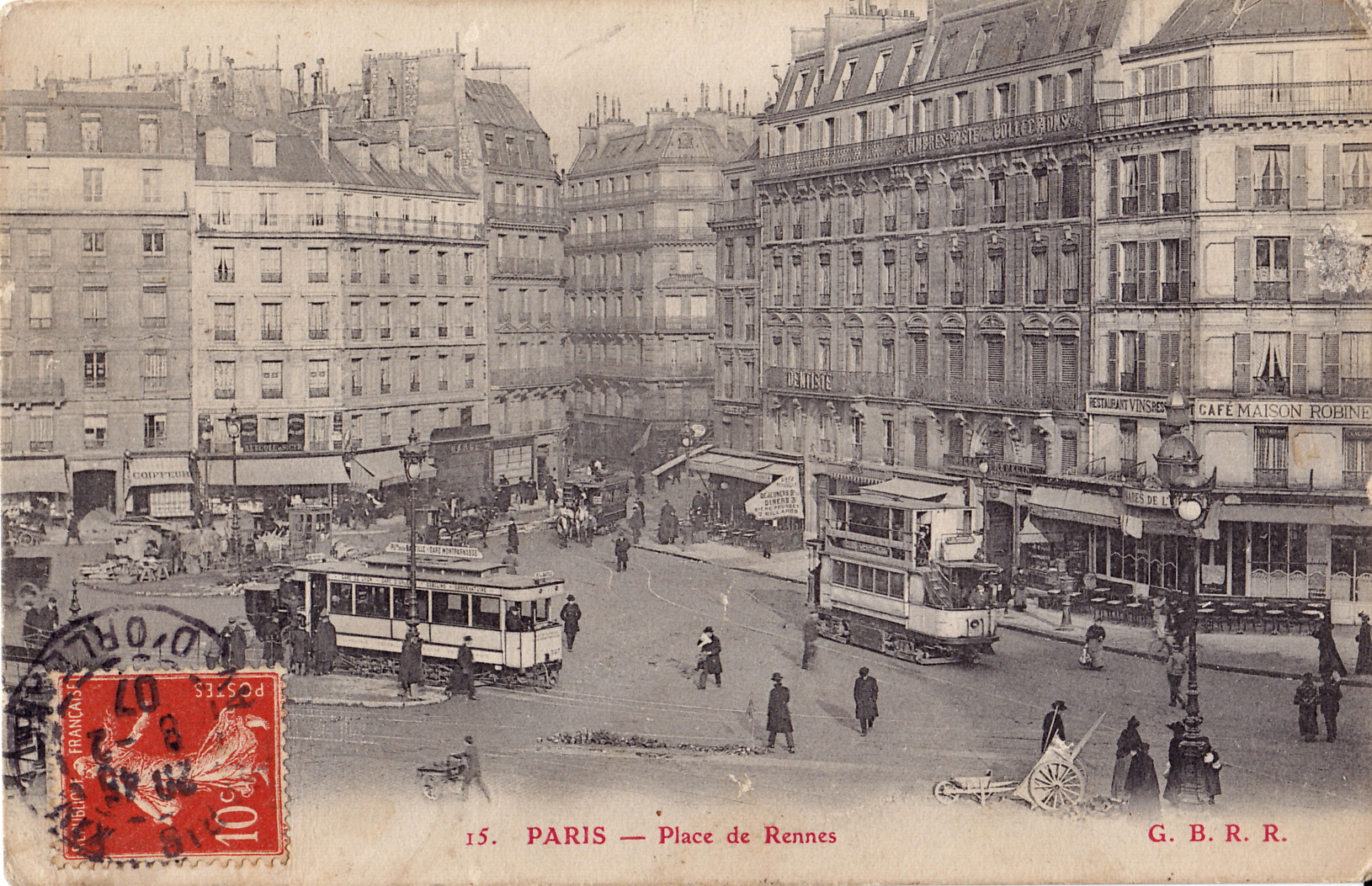
La place, vers 1907, vue depuis l'ancienne gare Montparnasse.

Ancienne partie de la rue de Rennes devenue « place de Rennes » vers 1880 lors des travaux de l'ancienne gare Montparnasse (qui jouxte le sud de la place jusqu'à sa destruction dans les années 1960), elle prend en 1951 le nom de « place du 18-Juin-1940 ».

## Bâtiments remarquables et lieux de mémoire
- Le cinéma Le Bretagne, quasiment sur la place.
- L’Ensemble immobilier tour Maine-Montparnasse, comprenant la tour Montparnasse, le bâtiment C souvent désigné par le sigle CIT (pour Centre international du textile) et le bâtiment D ou tour Express, tous trois construits sur l'emplacement de l'ancienne gare Montparnasse.
- Aménagé à la base de l'Ensemble immobilier tour Maine-Montparnasse, le centre commercial Montparnasse Rive Gauche et, en son sein, le grand magasin Galeries Lafayette Montparnasse (définitivement fermé en novembre 2019).
- L'une des fontaines Wallace du quartier.
- No 3 : plaque en hommage au résistant Georges Paulin.

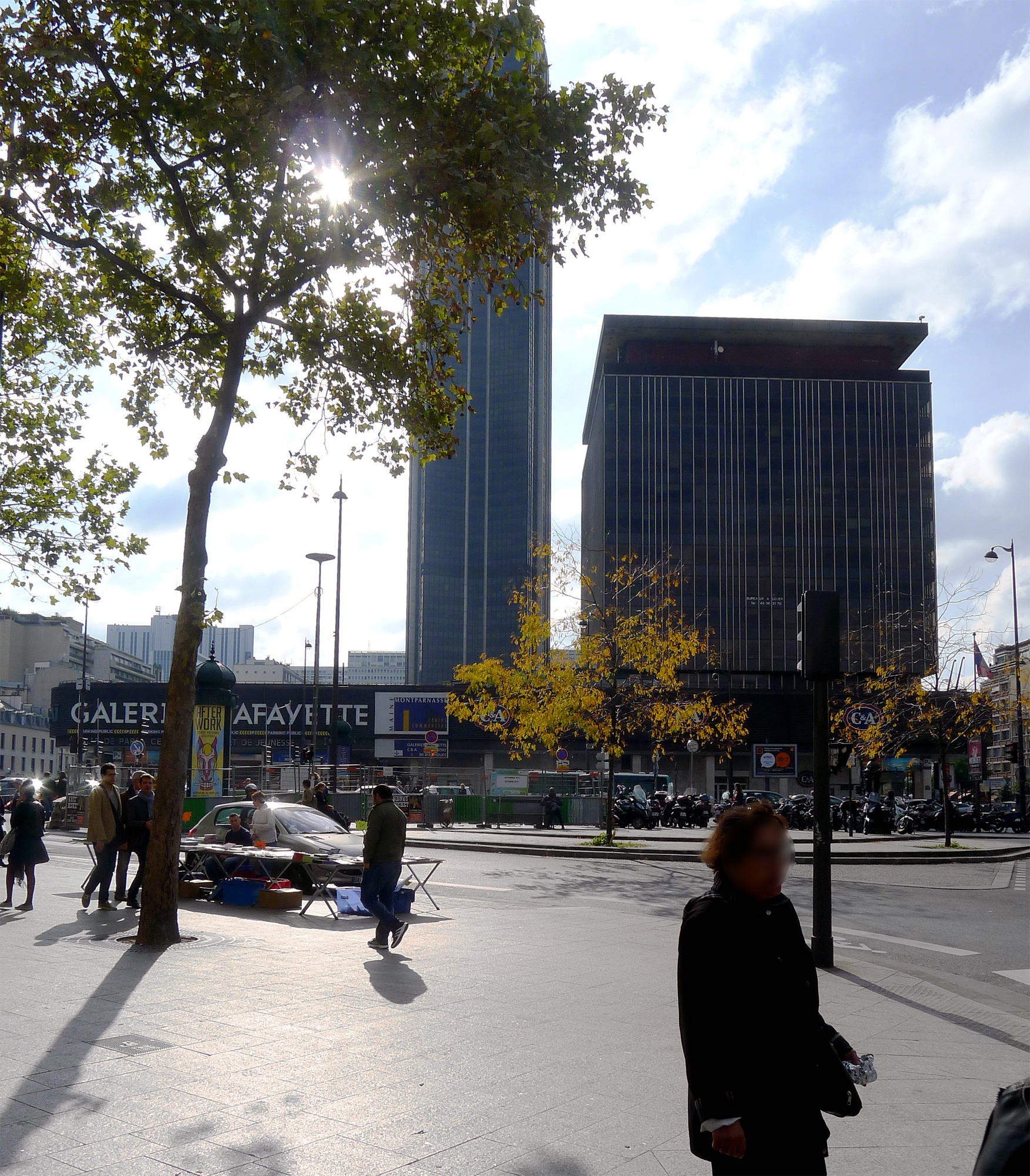
Place vue depuis la rue de Rennes.
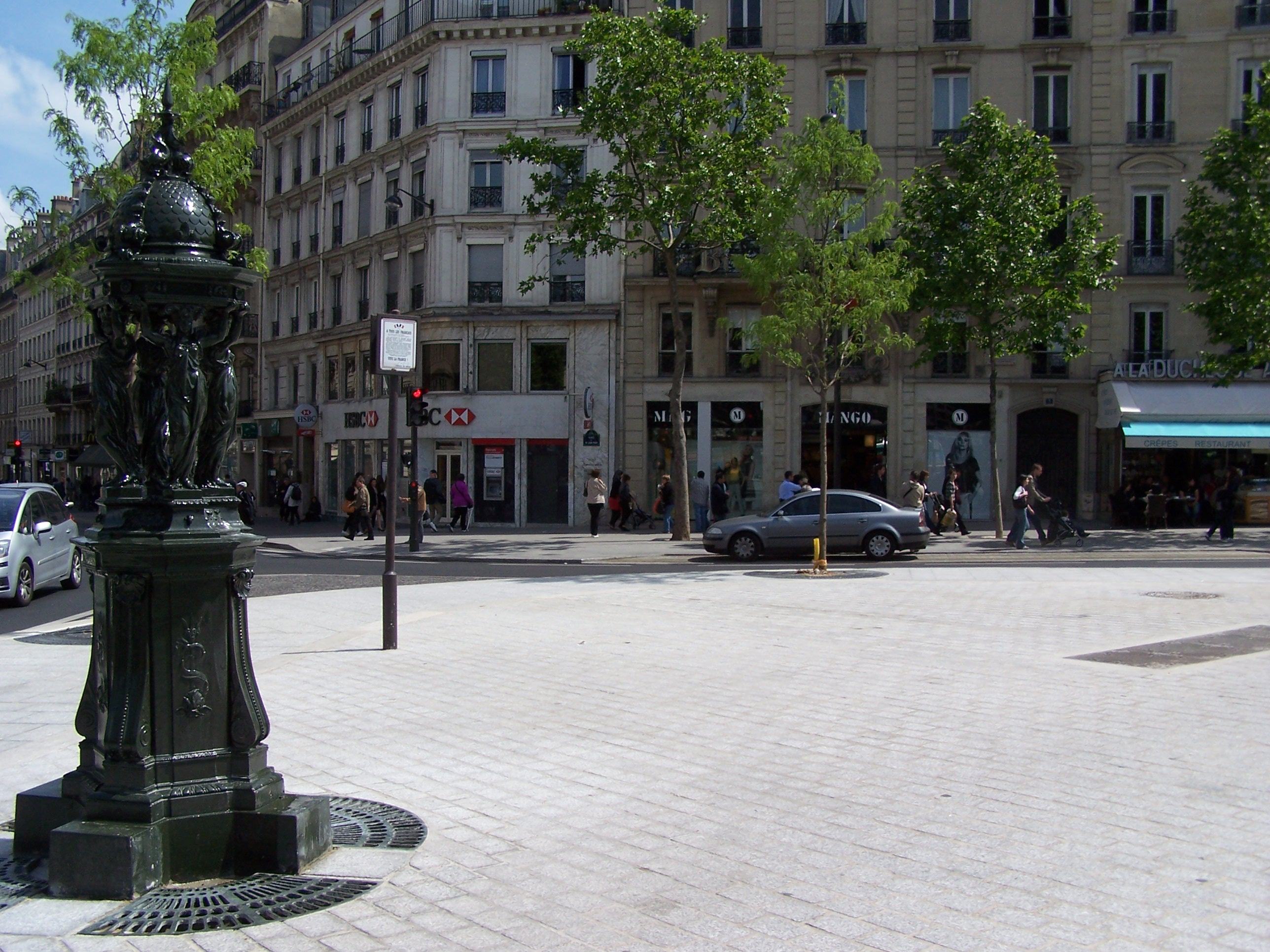
Vue de la place et de la fontaine Wallace.
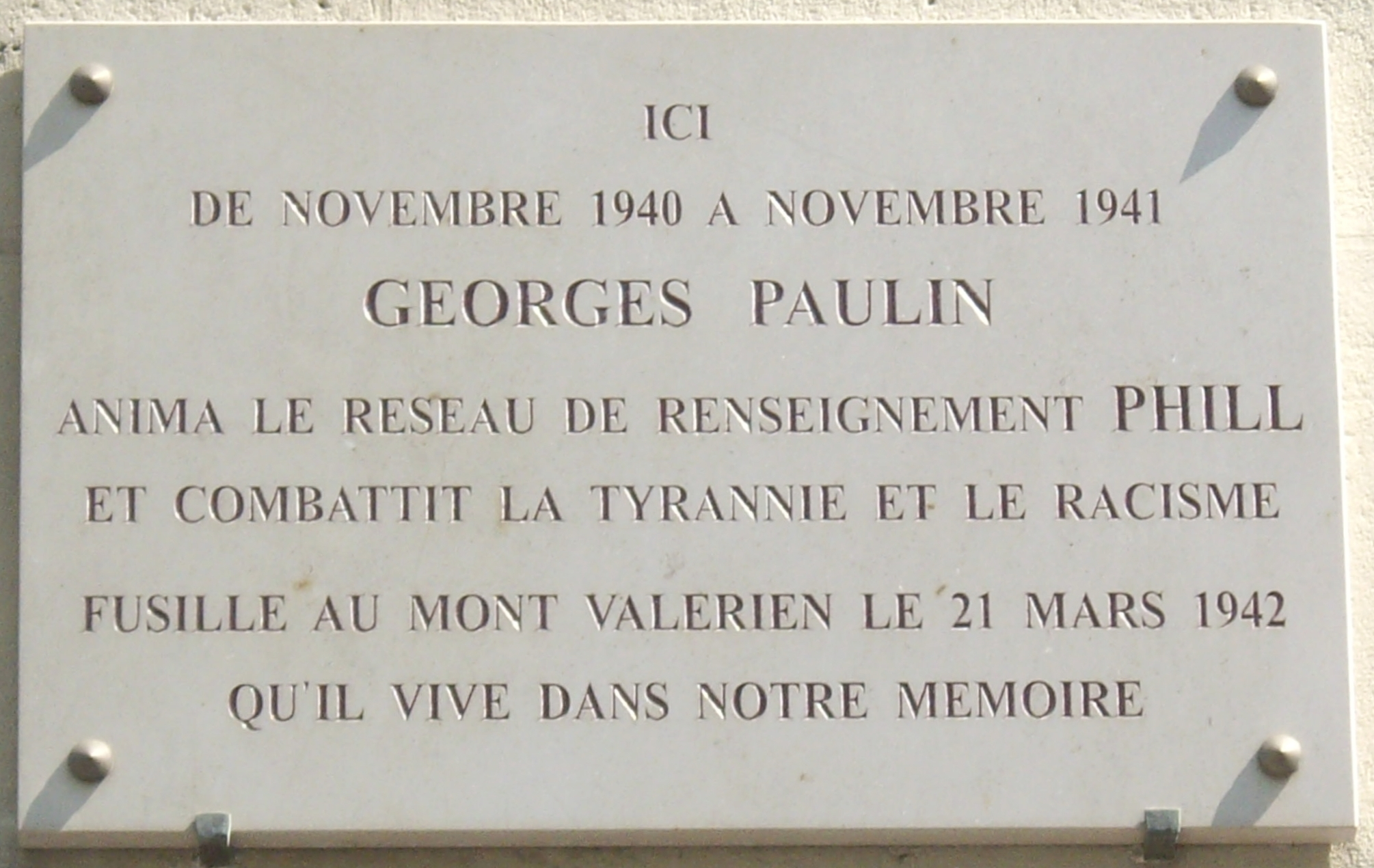
Plaque au no 3.